# 亞當·格里菲斯
亞當·格里菲斯（Adam Griffiths，1979年8月21日—），生于悉尼，澳大利亞已退役职业足球运动员，现为澳大利亚职业足球联赛西悉尼流浪者助理教练。

## 职业生涯
亞當格里菲斯先效力了好幾間澳大利亞球會，然後再轉到歐洲，加盟比利時球會奧斯坦德，後來轉到英格兰球會沃特福德。2006年7月11日，他再轉到另一間英格蘭球會布伦特福德。
2007年5月16日，亞當格里菲斯被布伦特福德放棄後重返老東家紐卡斯爾噴氣機。他的孿生兄弟喬爾·格里菲斯也曾效力過紐卡斯爾噴氣機。
在2007-2008賽季，他在第一輪對珀斯光榮首度亮相，並在第5輪對墨爾本勝利的賽事取得了他的第一個聯賽入球。
2008年11月20日，他加盟新組軍球會黃金海岸聯，與球會簽署為期3年的合同。
在黃金海岸聯只打了一場比賽，格里菲斯便轉至沙特阿拉伯球會艾沙比，在一個交易價值 120萬美元的一個賽季，另加65萬美元的轉會費。
2010年2月3日，格里菲斯加盟阿德萊德聯。
2010年6月，格里菲斯自由转会中国球队杭州绿城並签约一年。
2012年6月4日，格里菲斯和澳大利亚职业足球联赛球会悉尼FC签约一年。

## 個人
亚当只较哥哥乔尔·格里菲斯晚几分钟出生,较弟弟瑞恩·格里菲斯年長2年，但三兄弟的生日都在同一天。同时三兄弟都是职业足球运动员。但亚当则是三兄弟中职业生涯成就最高的一个，此前他曾在英格兰球队沃特福德以及布伦特福德队效力。2007年，亚当返回澳超，并和哥哥乔尔一同在纽卡斯尔喷气机队并肩作战2年。
亞當在私下生活中也是一個藝術家。

## 榮譽
- 代表纽卡斯尔联喷气机:
- 澳超冠军：2007-2008

## 連結
- Adelaide United profile
- FFA - Socceroo profile
- Oz Football profile（页面存档备份，存于）